# Manuel António Mestre
Manuel António Vitorino Mestre (Sobral da Adiça, Moura, 21 de Janeiro de 1950 - 7 de Julho de 2015), foi um político e professor português.

## Biografia
Manuel António Mestre nasceu em Sobral da Adiça, no concelho de Moura, em 21 de Janeiro de 1950. Era formado em engenharia civil.
Era membro do Partido Socialista, tendo-se tornado vereador na Câmara Municipal de Moura após as eleições de 1989, e depois exercido como presidente da autarquia entre 12 de Dezembro de 1993 e 1997. Também fez parte da Assembleia Municipal de Moura e da Assembleia da Freguesia de Sobral da Adiça.
Trabalhou principalmente como engenheiro civil. Em 1994, foi membro do conselho consultivo da Comissão Instaladora da Empresa de Desenvolvimento e Infra-estruturas do Alqueva. Após terminar o seu mandato na autarquia de Moura, foi gestor no Programa Especifico de Desenvolvimento Integrado da Zona de Alqueva entre 1997 e 2002.
Quando faleceu, era presidente da Comissão Política Federativa do Partido Socialista, onde foi o mandatário da candidatura de Pedro do Carmo para a posição de presidente da Federação do Baixo Alentejo.
Exerceu igualmente como professor na Escola Secundária de Moura e na Escola Básica Integrada de Barrancos.
Manuel António Mestre faleceu na manhã de 7 Julho de 2015, aos 65 anos, depois de uma doença prolongada. O funeral teve lugar no dia seguinte, em Moura.

## Homenagens
Manuel António Mestre foi homenageado pelo Partido Socialista após o seu falecimento, que salientou os seus esforços na autarquia de Moura.
O nome de Manuel António Vitorino Mestre foi colocado na piscina municipal de Moura em 2016, no âmbito das comemorações do 25 de Abril.